# Амазонійська ластівка
Амазоні́йська ла́стівка (Atticora) — рід горобцеподібних птахів родини ластівкових (Hirundinidae). Представники цього роду мешкають в Центральній і Південній Америці.

## Види
Виділяють три види:
- Ластівка білосмуга (Atticora fasciata)
- Ластовиця чорноголова (Atticora pileata)
- Ластівка карликова (Atticora tibialis)

## Етимологія
Наукова назва роду Atticora походить від сполучення слів дав.-гр. Ατθι κορα — традиційного поетичного епітету на позначення ластівки (від дав.-гр. Αττικος — афінська і κορα — діва, дівчина).